# ブラック・ゲリラ・ファミリー
ブラック・ゲリラ・ファミリー（Black Guerilla Family）、略称BGFは、1966年にアメリカ合衆国カリフォルニア州のサン・クエンティン州立刑務所においてジョージ・ジャクソンら囚人によって結成されたギャング。現在2000人ほどのメンバーがいる。

## 概要
窃盗罪で収監されていたジョージ・ジャクソンは、獄中でカール・マルクスや毛沢東、チェ・ゲバラなど共産主義に関する文献を読み、ブラックパンサー党にも入党していた。
BGFは人種差別の撤廃と囚人の地位向上を目的としており、メンバーの大部分はアフリカ系アメリカ人だった。やがてBGFは合衆国各地の刑務所に規模を広げていき、麻薬の売買や刑務所内における暴動の指揮を行っている。
また、クリップスやブラッズといったアフリカ系のギャングやメキシコ系のギャングと友好関係にあり、クー・クラックス・クランやネオ・ナチなど白人至上主義の団体と対立している。
思想的には共産主義を標榜し、組織の紋章はサーベルと山刀、ライフル、散弾銃を重ねて「BGF」の文字を書き込んだものである。
2013年、メリーランド州ボルティモアの刑務所に服役中のメンバー12人が刑務所内で自由行動を行っていたことが発覚し、それを黙認していた女性刑務官13人と共に連邦捜査局に起訴された。女性刑務官はメンバーから性的に手なずけられ、刑務官の内4人は妊娠させられていた。刑務官らは性的な関係の他に高級車やダイヤの指輪などを提供されていた。